# Caffiers
Caffiers é uma comuna francesa na região administrativa de Altos da França, no departamento de Pas-de-Calais. Estende-se por uma área de 4,77 km². Em 2010 a comuna tinha 744 habitantes (densidade: 156 hab./km²).